# Лига (спорт)
Лига, у спорту, означава организацију спортских такмичења у одређеном спорту, који се најчешће користи за екипне спортове, а не и за појединачне.
Лиге су често организоване хијерархијски, па најбољи из једне лиге прелазе у вишу лигу, а најлошији испадају у нижу. Овакав систем такмичења се зове лигашки систем и уобичајени је начин такмичења на нивоу државе у многим популарним спортовима као што су фудбал, кошарка, рукомет, одбојка, ватерполо и др. Понекад се лига може поделити на више мањих група које се најчешће називају конференције (као у НБА) или дивизије (хокеј на леду).